# Kyūkyoku!! Hentai Kamen
Kyūkyoku!! Hentai Kamen (究極!!変態仮面 Kyūkyoku!! Hentai Kamen, "Tối thượng!! Mặt nạ biến thái") là một bộ manga do Ando Keishū sáng tác và minh họa. Manga lần đầu được đăng nhiều kỳ trong tạp chí shōnen Weekly Shōnen Jump của Shueisha từ năm 1992 tới 1993. Bộ truyện kể lại câu chuyện của một võ sĩ trẻ có khả năng biến thành siêu nhân bằng cách đeo một chiếc quần lót nữ trên đầu. Phiên bản chuyển thể live action ra mắt năm 2013 với tên gọi Hentai Kamen. Phần hai của phim mang tên Hentai Kamen: Abnormal Crisis được công chiếu năm 2016.